# Bernat Joan
Bernat Joan i Marí (ur. 22 lutego 1960 w Sant Jordi na Ibizie) – hiszpański i kataloński wykładowca akademicki, pisarz oraz polityk, poseł do Parlamentu Europejskiego (2004–2007).

## Życiorys
Uzyskał licencjat z dziedziny filozofii, a później tytuł profesora języka i literatury katalońskiej. Jest autorem licznych opowiadań, powieści i esejów, a także sztuk teatralnych napisanych w języku katalońskim. W młodości wstąpił do Katalońskiej Lewicy Republikańskiej, której był wiceprzewodniczącym od 1993 do 1996. Później stał na czele regionalnego oddziału ERC na Balearach.
W czerwcu 2004 został wybrany na posła do Parlamentu Europejskiego z listy Europa dels Pobles (Europa Narodów) współtworzonej przez Zielonych i ERC. Zasiadał we frakcji Zielonych i Wolnego Sojuszu Europejskiego. Był członkiem Komisji Kultury i Edukacji. Z mandatu zrezygnował po trzech latach VI kadencji. Zajmował też stanowisko sekretarza ds. polityki językowej w Generalitat de Catalunya.
Jest członkiem związku pisarzy w języku katalońskim.

## Wybrane publikacje
- Ball de voltors, Eivissa 1992
- Espectral, Eivissa 1996
- Adrenalina tòxica, Barcelona 2005
- Deu variacions sobre la Caputxeta, Eivissa 1999
- Sirventesos, Barcelona 2000
- El drac vermell, Eivissa 1993
- Assassinat a l'institut, Barcelona 2001
- Sota la màrfega, Barcelona 2005